# Arrifana (Aljezur)
A Arrifana é uma aldeia no concelho de Aljezur, na região do Algarve, em Portugal.

## Descrição e história
A aldeia situa-se na área protegida da Costa Vicentina, com o casario implantado nas encostas, principalmente no acesso à praia, onde se encontram vários estabelecimentos comerciais de apoio aos visitantes. A praia é um conhecido destino de desportos náuticos, como o mergulho e o bodyboard.
Nas imediações da aldeia foi construído, durante o período islâmico, um grande complexo militar e religioso, que devido à sua importância arqueológica foi classificado como Monumento Nacional.
A área da faixa costeira em que se insere a Arrifana era considerada de grande importância do ponto de vista piscatório, encontrando-se ali uma almadrava para a pesca do atum desde 1516. De forma a proteger a almadrava e a baía da Arrifana, em 1635 foi construída uma fortaleza no alto das falésias. Esta foi quase completamente destruída pelo Sismo de 1755, tendo sido reconstruída alguns anos depois, mas nos inícios do século XIX já se encontrava ao abandono. Além da fortaleza, também existiu nesta área uma atalaia, que fazia parte de um conjunto de estruturas de vigilância da faixa costeira, acessórias do Castelo de Aljezur.
Em 1907, deu-se um desastre marítimo ao largo da Arrifana, quando a chalupa Futuro II, que seguia de Lisboa para Lagos, colidiu com o vapor Diana, que ligava Vila Real de Santo António a Lisboa. A chalupa afundou-se, enquanto que o vapor ficou muito danificado, tendo sido abandonado pela tripulação e depois rebocado até Lagos pelo barco inglês Seabelle. Em 25 de Setembro de 1960, o jornal Ecos do Algarve noticiou que a Direcção Hidráulica do Guadiana estava a fazer grandes obras na praia da Arrifana, correspondentes à construção de um porto de pesca na enseada, que era naturalmente protegida pelos ventos de Norte. O acesso terrestre ao porto seria feito através de uma estrada, que iria ser instalada pela autarquia de Aljezur.
Em 2019, a Câmara Municipal de Aljezur aprovou a realização de obras no Portinho da Arrifana, no âmbito do programa POLIS, que foram consideradas de grande importância para a comunidade piscatória local, ao permitir uma melhoria nas suas condições de trabalho. Este empreendimento incluiu a realização de trabalhos de reparação no molhe de abrigo e do pavimento do cais sudoeste, a reconstrução e reparação da antiga rampa varadouro e da retenção marginal, a pavimentação do terrapleno, e construção de escadas no cais Norte. Em 2022 a autarquia voltou a apoiar o Porto da Arrifana, através do financiamento das obras de limpeza da bacia, intervenção que veio melhorar as condições de segurança dos pescadores.